# Hotel Schwarzes Roß (Prag)

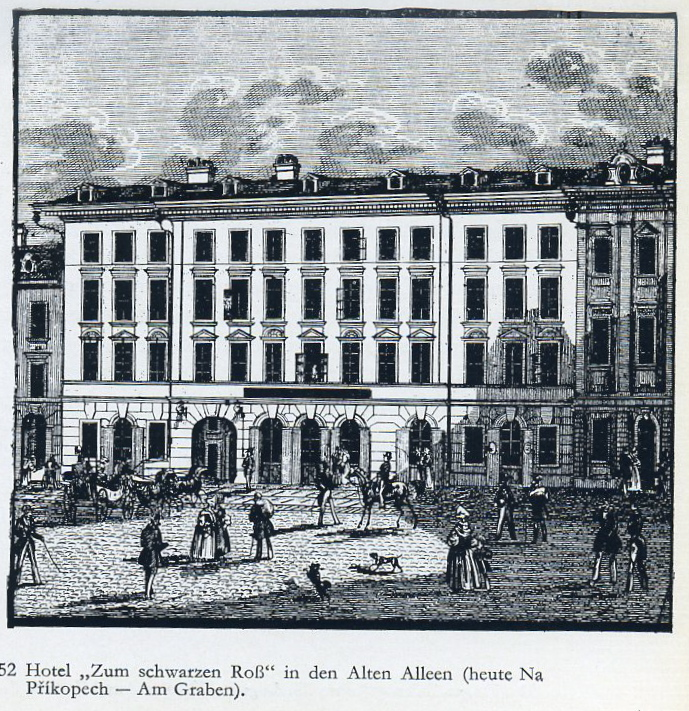
Gasthaus zum schwarzen Roß, um 1820

Das Hotel Schwarzes Roß (vorher Gasthaus zum schwarzen Rößel; tschechisch Hotel Černý kůň, U černého koně) war ein Hotel in Prag.

## Lage
Das Hotel befand sich in der Straße Am Graben (vorher Alte Allee, Kolowratstraße, tschechisch Na příkopě) 861, in der Nähe des Deutschen Hauses und des Hotels Blauer Stern (Nr. 864) in der Prager Neustadt. Heute befindet sich dort ein Teil der Tschechischen Nationalbank.

## Geschichte
Bereits im 18. Jahrhundert gab es an dieser Stelle ein Gasthaus zum schwarzen Rößel. Im frühen 19. Jahrhundert war es das  vornehmste Hotel in Prag.
In dieser Zeit wohnten dort unter anderem Ludwig van Beethoven (1812) und Frédéric Chopin (1829). Danach sank dessen Bedeutung und es wurde  eines von mehreren vornehmen Hotels in der Stadt. Die Umgangssprache war immer meist deutsch.
In den 1920er Jahren wurde das Gebäude von der Živnostenská banka aufgekauft und danach abgerissen.
Danach entstand dort ein neues Bankgebäude, in dem sich jetzt die Tschechische Nationalbank befindet.